# Na Jami
Na Jami je ena izmed ulic v Spodnji Šiški (Ljubljana).

## Zgodovina
Ulica je pričela obstajati leta 1938, ko so preimenovali dotedanjo Staro Galetovo ulico.

## Urbanizem
Na Jami je večkraka ulica, locirana okoli naselja šestih blokov, katerih kraki od juga proti severu potekajo sledeče:
- od Tržne ulice do Vodnikove ulice se ulica razčetveri iz ene ulice v štiri vzporedne krake (vsi štirje kraki se končajo slepo);
- od Celovške cesto do najbolj vzhodnega od štirih krakov poteka še en krak ulice;
- en krak ulice (nekako na sredi) povezuje dva sredinska od štirih krakov in
- zadnji krak ulice, ki ni povezan s preostalimi traki (in je pravokoten na štiri dolge trake), povezuje Vodnikovo ulico s Derčeva ulica, Derčevo ter se nato zaključi na križišču s Celovško in Drenikovo ulico.

Zaradi svoje prepredenosti in obsega je ulica dala ime temu delu Šiške.

## Javni potniški promet
Po ulici Na Jami potekata trasi mestnih avtobusnih linij 7 in 7L. Na vsej ulici je eno postajališče mestnega potniškega prometa.

### Postajališče MPP
| postajališče   | št. linije |
| -------------- | ---------- |
| 802032 Na Jami | 7, 7L      |

| postajališče   | št. linije |
| -------------- | ---------- |
| 802031 Na Jami | 7, 7L      |